# 이태우 (1981년)
이태우(1981년 12월 3일 ~ )는 대한민국의 전직 스타크래프트 프로게이머이다. TaeWoo라는 아이디를 주로 사용하였으며, 종족은 저그였다.
2001년 KPGA 8월 투어에서 준우승이라는 성적을 기록하고 KPGA 10월 투어 우승, KPGA 11월 투어 3위 등 KPGA 월별투어에서 강력한 모습을 보여주었다.
2002년 상반기 군입대 등의 문제로 은퇴하였다.
온게임넷에서는 잘나오지 않아 유명하지 않지만 MBC게임에서 활약이 많은 선수였다.

## 수상 경력
- 2001 KPGA 8월 투어 준우승 (이태우 1:3 이광수)
- 2001 KPGA 10월 투어 우승 (이태우 3:1 나경보)
- 2001 KPGA 11월 투어 3위